# بكفرتون (تشيشير)
بكفرتون (بالإنجليزية: Peckforton)‏ هي قرية وأبرشية مدنية تقع في المملكة المتحدة في إنجلترا. يقدر عدد سكانها بـ 116 نسمة.